# Les Ferdinand
Leslie « Les » Ferdinand est un footballeur anglais né le 8 décembre 1966 à Paddington, Londres. 
Il est le cousin d'Anton Ferdinand et de Rio Ferdinand. Il travaillait en tant qu’entraîneur des attaquants des Spurs de Tottenham. Il est aujourd'hui directeur sportif des Queens Park Rangers, club qui l'avait révélé à la fin des années 1980.

## Palmarès

### Club
- Beşiktaş JK
  - Championnat de Turquie de football: 1988-89
  - Coupe de Turquie de football: 1989
  - Supercoupe de Turquie de football: 1989
- Newcastle United
  - Community Shield: 1996
- Tottenham Hotspur
  - Coupe de la ligue: 1999
  - Il a marqué le 10000e but de l'histoire de la premier league

### Équipe d'Angleterre
- 17 sélections et 5 buts avec l'équipe d'Angleterre entre 1993 et 1998.

Il dispute son premier match international et marque son premier but en février 1993 contre Saint-Marin, qui se solde sur une victoire anglaise 6-0 à Wembley.